# Austrália nos Jogos Olímpicos de Inverno de 1936
A Austrália participou dos Jogos Olímpicos de Inverno de 1936 em Garmisch-Partenkirchen, na Alemanha.

Serão no rio de janeiro
e ainda não foi confirmado
a presença de todos 
os paises